# 李修梅
李修梅，清朝人，是一名清朝政治人物。
李修梅曾于1909年接替景崧任上海县知县一职，1909年由田宝荣接任。